# Georg Rosen

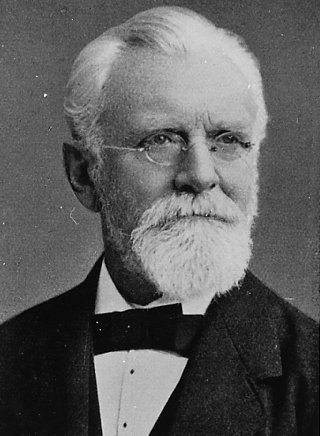
Georg Rosen.

Georg Rosen, född 21 september 1820 i Detmold, död 29 oktober 1891 i Detmold, var en tysk orientalist, bror till Friedrich August Rosen och far till Friedrich Rosen.
Rosen studerade i Berlin och Leipzig orientaliska språk samt blev efter en på offentligt uppdrag företagen resa i Kaukasusländerna (1843-44) utnämnd till dragoman vid preussiska beskickningen i Konstantinopel (1844) och till generalkonsul i Jerusalem (1852). Därifrån flyttades han i samma egenskap till Belgrad 1867 och tog avsked 1875. 
Hans förnämsta arbeten är Elementa persica (1843), Über die Sprache der Lazen (1844), Ossetische Grammatik (1846), Mesnewi des Scheich Dschelaleddin Rumi (översättning från persiskan; 1849), Buch des Sudan (1847) och Tuti-nameh (1858), bägge från turkiskan, Das Haram Esch-scherif zu Jerusalem (1865), Geschichte der Türkei von 1826-1856 (2 band, 1867), Die Balkan-haiduken (1878), Bulgarische Volksdichtungen, gesammelt und übersetzt (1879) samt en stor mängd språkliga och arkeologiska avhandlingar i Zeitschrift der deutschen morgenländischen Gesellschaft.